# Hans Werner Olm
Hans Werner Olm (né le 1er février 1955 à Bochum) est un humoriste allemand.

## Biographie
Après une formation de pâtissier, il vient à Berlin en 1975 et se produit comme humoriste dans différentes scènes. En 1976, en compagnie de Jürgen von der Lippe, Beppo Pohlmann, Harald Gribkowsky, Harald Wolff et Hans Marquardt, il forme les Gebrüder Blattschuss. Après avoir quitté le groupe, il se lance dans le stand-up et fait des apparitions au cinéma et à la télévision. Entre 1983 et 1986, il écrit des gags et présente l'émission Guten Morgen Deutschland sur Radio Luxemburg puis a ses émissions à la télévision.
En avril 2002, il a sa propre émission basée sur sa personnalité, Olm sur RTL. En 2004, il reçoit la Deutscher Comedypreis. Néanmoins l'émission s'arrête l'année suivante. Le 15 janvier 2006, ProSieben diffuse pendant quelques semaines Olm unterwegs.
Avec le projet "Sing dein Ding", il monte sur scène pour la première fois en 2006 en tant que chanteur et parodiste des chansons pop et rock. Il collabore ensuite avec Sebastian Baur.

## Filmographie
- 1983 : Sunshine Reggae auf Ibiza (de)
- 1984 : Zwei Nasen tanken Super
- 1988 : Der Sommer des Falken
- 1992 : Wunderjahre
- 2000 : Schrott – Die Atzenposse
- 2004 : 7 Zwerge – Männer allein im Wald
- 2006 : 7 Zwerge – Der Wald ist nicht genug
- 2010 : MCKimme – Vertrauen ist gut. Schnüffeln ist besser

## Source de la traduction
- (de) Cet article est partiellement ou en totalité issu de l’article de Wikipédia en allemand intitulé « Hans Werner Olm » (voir la liste des auteurs).